# SMS Elster
SMS Elster (SM Tb 24) – austro-węgierski torpedowiec z końca XIX wieku i okresu I wojny światowej, jedna z 22 jednostek typu Schichau. Okręt został zwodowany 11 września 1888 roku w stoczni Schichau w Elblągu, a do służby w Kaiserliche und Königliche Kriegsmarine wszedł w listopadzie tego roku. W 1910 roku nazwę jednostki zmieniono na oznaczenie numeryczne 24. W 1918 roku, podobnie jak większość torpedowców tego typu, okręt przebudowano na trałowiec. W wyniku podziału floty po upadku Austro-Węgier jednostkę przyznano Włochom, gdzie pływała w służbie celnej urzędu skarbowego w Trieście, po czym została złomowana w 1925 roku.

## Projekt i budowa
SMS „Elster” był jednym z dwudziestu dwóch przybrzeżnych torpedowców typu Schichau, zamówionym w Niemczech.
Okręt zbudowany został w stoczni Schichau w Elblągu. Stępkę torpedowca położono w 1888 roku, został zwodowany 11 września tego roku, a do służby w Kaiserliche und Königliche Kriegsmarine przyjęto go 5 listopada 1888 roku. Jednostka otrzymała nazwę ptaka z rodziny krukowatych – sroki (niem. Elster).

## Dane taktyczno-techniczne
Okręt był niewielkim, przybrzeżnym torpedowcem. Długość całkowita wynosiła 39,9 metra (tyle samo na konstrukcyjnej linii wodnej i 39 metrów między pionami), szerokość 4,8 metra i zanurzenie 1,9 metra (maksymalne 2,1 metra). Wyporność standardowa wynosiła 78 ton, zaś pełna 93 tony. Okręt napędzany był przez maszynę parową potrójnego rozprężania o mocy 1000 KM, do której parę dostarczał początkowo jeden kocioł lokomotywowy. Jednośrubowy układ napędowy pozwalał osiągnąć prędkość 19 węzłów. Okręt zabierał zapas 19 ton węgla, co zapewniało zasięg wynoszący 1200 Mm przy prędkości 10 węzłów (lub 350 Mm przy prędkości maksymalnej).
Okręt wyposażony był w dwie wyrzutnie torped kalibru 350 mm: stałą na dziobie i obrotową na pokładzie. Uzbrojenie artyleryjskie stanowiły dwa pojedyncze działka pokładowe kal. 37 mm L/23 Hotchkiss. Wyposażenie uzupełniał reflektor o średnicy 30 cm.
Załoga okrętu składała się z 16 oficerów, podoficerów i marynarzy.

## Służba
W pierwszym dziesięcioleciu XX wieku na okręcie dokonano modernizacji układu napędowego: kocioł lokomotywowy został zastąpiony dwoma kotłami typu Yarrow o ciśnieniu 13 atm, opalanymi mazutem (od tego momentu jednostka miała dwa kominy). 30 stycznia 1910 roku na podstawie zarządzenia o normalizacji nazw „Elster” utracił swą nazwę, zastąpioną numerem 24. Podczas I wojny światowej okręt był już przestarzały i przestał odpowiadać wymogom stawianym jednostkom jego klasy, więc w 1918 roku przystosowano go do pełnienia roli trałowca (podobnie jak resztę torpedowców tego typu). Okręt zachował jednak swoje aparaty torpedowe, pływając z torpedami. Z powodu rozpadu monarchii habsburskiej 1 listopada 1918 roku na jednostce opuszczono po raz ostatni banderę KuKK. W wyniku przeprowadzonego w styczniu 1920 roku podziału floty austro-węgierskiej okręt został przyznany Włochom. Jednostka została oddana do dyspozycji urzędu skarbowego w Trieście, gdzie służyła do 1925 roku, a następnie została złomowana.